# Gustaw Herling-Grudziński

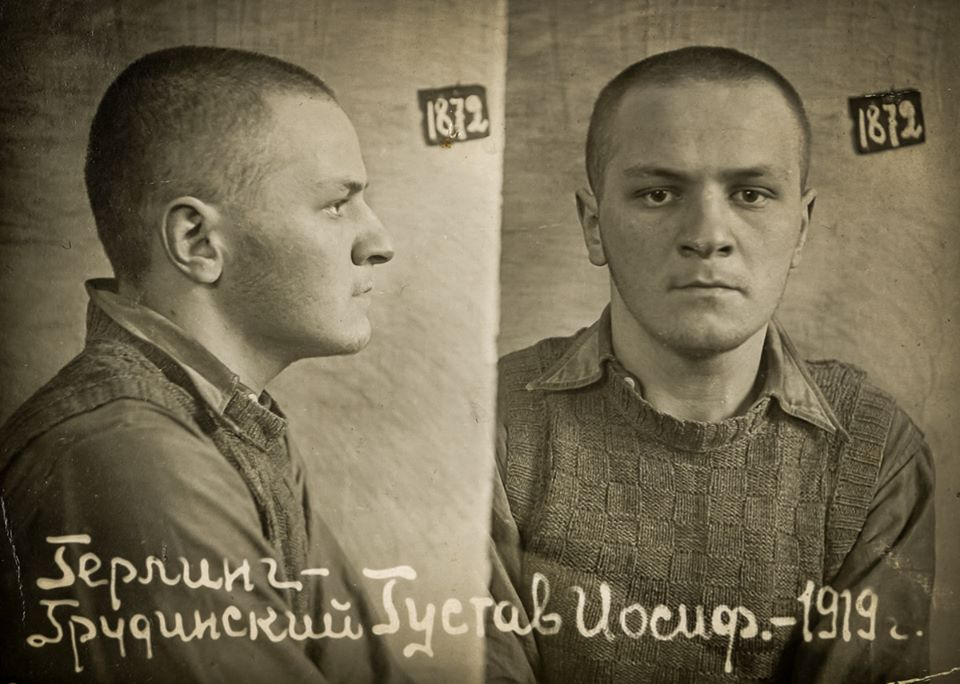
Gustaw Herling-Grudziński als Häftling in der Sowjetunion

Gustaw Herling-Grudziński (geboren 20. Mai 1919 in Kielce; gestorben 4. Juli 2000 in Neapel, Italien) war ein polnischer Schriftsteller und Exiljournalist.

## Leben

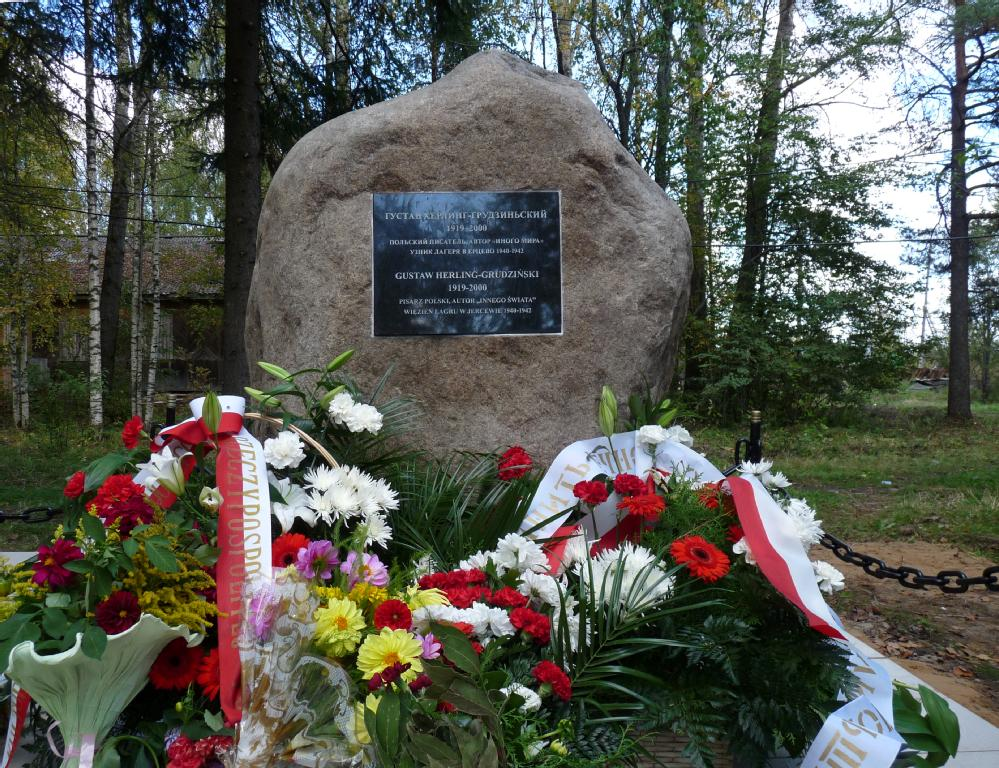
Polnische Erinnerungsstätte für Gustaw Herling-Grudziński in Jerzewo, Russland (2009)

Gustaw Herling-Grudziński war ein Sohn von Jakub Herling-Grudziński und Dorota Bryczkowska. Er begann ein Literaturstudium an der Universität Warschau, das bald ein Ende fand, als im September 1939 die Deutschen den Zweiten Weltkrieg entfesselten und Polen überfielen. Herling schloss sich der Untergrundorganisation Polska Ludowa Akcja Niepodległościowa („PLAN“) an. Im März 1940 wurde er beim Versuch der illegalen Überschreitung der sowjetisch-litauischen Grenze vom NKWD festgenommen und zu fünf Jahren Arbeitslager verurteilt. Er kam in die Lager in Jerzewo und in Kargopol im Nordwesten Russlands. In der Folge des Sikorski-Maiski-Abkommens im Juli 1941 wurde er im Jahr 1942 freigelassen und für die Anders-Armee im 2. polnischen Korps rekrutiert. Er kämpfte in dieser Einheit in Nordafrika und in Italien. Für den Einsatz bei Monte Cassino erhielt er von der Polnischen Exilregierung in London den Orden Virtuti Militari. Nach Kriegsende kehrte er nicht in das nunmehr sowjetisch kontrollierte Polen zurück.
Von 1946 bis 1960 war er ein Mitglied der Polnischen Sozialistischen Partei. Im Jahr 1947 war Herling in Rom Mitgründer der polnischen Exilzeitschrift Kultura und wurde eine Zeit lang ihr Mitherausgeber und später ihr Italienkorrespondent. Er übersiedelte nach London, wo er seinen Bericht über die Erlebnisse im Gulag schrieb, der 1950 in Fortsetzungen in der Londoner Exilzeitung Wiadomości erschien, dann 1951 in englischer Übersetzung mit einem Vorwort von Bertrand Russell, 1953 als Buch eines polnischen Exilverlages und im selben Jahr auch in deutscher Übersetzung in der Bundesrepublik. Herling schrieb für die polnische Exilantenpresse sowie für verschiedene politische Zeitschriften, die in der Zeit des Kalten Kriegs Interesse an Themen der Ostblock-Gesellschaften zeigten. Er arbeitete von 1952 bis 1955 in München bei Radio Free Europe. Seit der Heirat mit Lidia Croce, einer Tochter des italienischen Philosophen und Faschismus-Gegners Benedetto Croce, wohnte er in Neapel. In Italien schrieb er auch für das politische Magazin Tempo Presente, das von Nicola Chiaromonte und Ignazio Silone gegründet worden war.
Herling erhielt neben verschiedenen Preisen polnischer Exilorganisationen 1996 in Italien den Premio Vittorini und auch den Premio Viareggio. Nach der politischen Wende in Polen konnte sein Werk auch in Polen erscheinen, und er wurde 1998 mit dem Orden des Weißen Adlers ausgezeichnet.
Eine Erinnerungstafel wurde 2012 von den Staatspräsidenten Bronisław Komorowski, Giorgio Napolitano und Joachim Gauck an Herlings Haus in der Via Crispi in Neapel enthüllt.  Der polnische Literaturwissenschaftler Włodzimierz Bolecki bearbeitet eine kritische Gesamtausgabe.

## Werke (Auswahl)

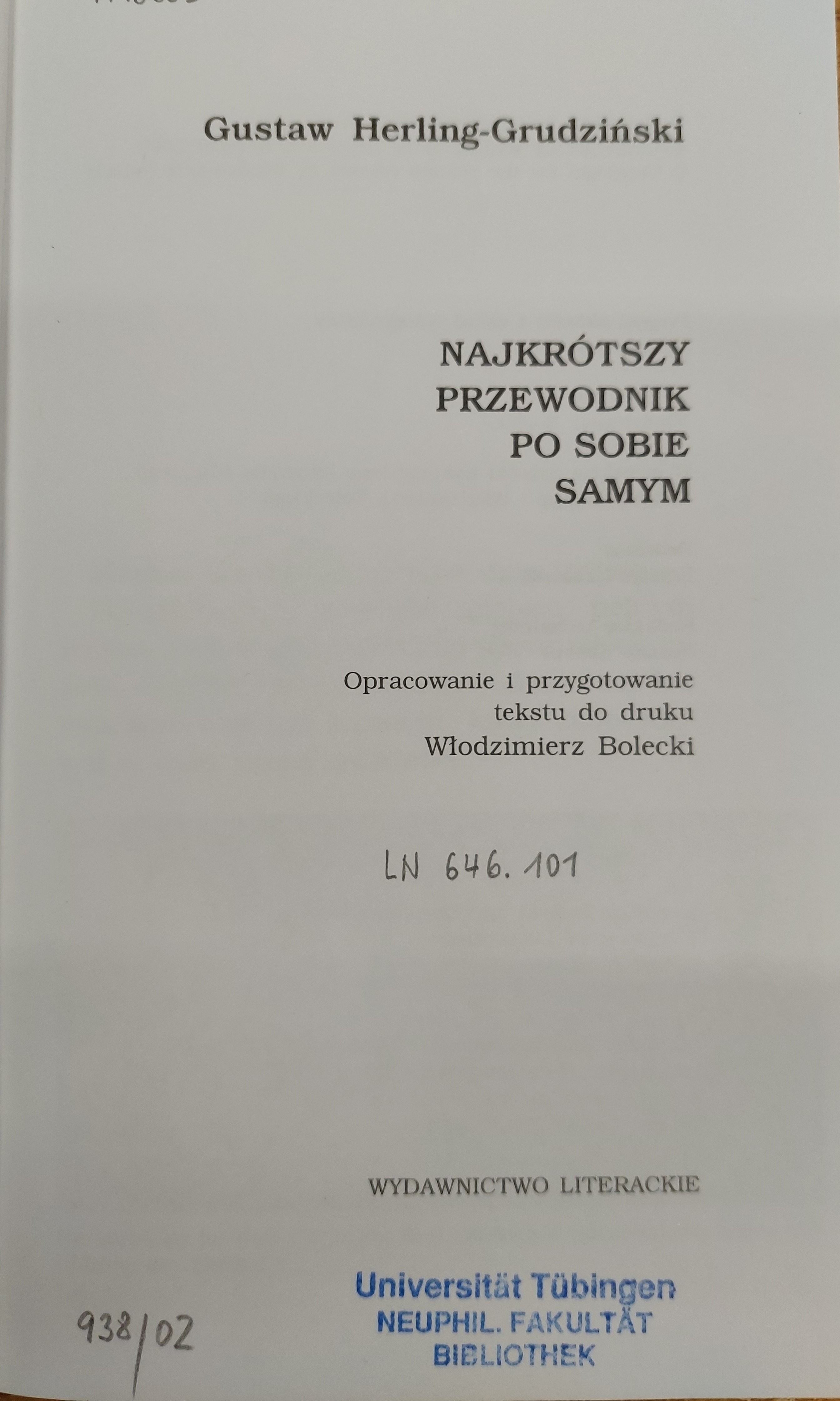
Najkrótszy przewodnik po sobie samym, bearbeitet von Włodzimierz Bolecki (2000)

- Welt ohne Erbarmen. Erlebnisse in russischen Gefängnissen und Arbeitslagern. Von Gustav Herling (alte Schreibweise). 1951.[9]
  - A World Apart. Erstausgabe, Vorwort von Bertrand Russell, Verlag Arbor House, London 1951. Neuausgabe 2005.[10]
  - Inny świat. Zapiski sowieckie. London 1953. (Das Buch wurde auf Polnisch geschrieben.)
  - Welt ohne Erbarmen. Vorwort von Bertrand Russell, aus dem Engl. von Hansjürgen Wille. Verlag für Politik und Wirtschaft, Köln 1953, DNB 451969863.[11]
  - Für den Samisdat als "Rote Weißbücher 9, Köln 1953" erschienen, DNB 451969871.
  - Welt ohne Erbarmen. Nach dem polnischen Original vollständig revidiert von Nina Kozlowski. Hanser-Verlag, München 2000. TBA: DTV 2004, ISBN 3-423-13179-9.[12]

- Der Turm und Die Insel : 2 Erzählungen. Aus d. Poln. übers. von Maryla Reifenberg. Köln : Kiepenheuer u. Witsch, 1966
- Mit den Augen Conrads. Übersetzung Friedrich Griese. In: Marek Klecel: Polen zwischen Ost und West. Polnische Essays des 20. Jahrhunderts. Eine Anthologie. Berlin : Suhrkamp, 1995, S. 121–149 (zuerst 1957, Essay zu Joseph Conrad: Mit den Augen des Westens)
- Das venezianische Porträt : Erzählungen. Ausgew. und aus dem Poln. übers. von Nina Kozlowski. München : Hanser, 1996
- Tagebuch bei Nacht geschrieben. Ausgew. und aus dem Poln. übers. von Nina Kozlowski. München : Hanser, 2000